# Mette Heide
Mette Heide (født 10. oktober 1965) er en dansk filmproducer.
Heide har arbejdet som producer siden 1997. Debuterede som producer med 'Livet mellem husene' (2000). Hun har siden stået bag dokumentarfilm som 'Nye scener fra Amerika' (2002) af Jørgen Leth, der blandt andet var udtaget til Göteborg Film Festival, og Leths 'Drømmere'(2002), der var udtaget til Sao Paulo Dokumentar Film Festival.
Hun ko-producerede 'Dronningen af Versailles' (2012), der vandt dokumentarinstruktørprisen på Sundance. Heide stod også bag Netflix-serien 'Amanda Knox', der var nomineret til en Emmy.